# Falk Kolodziej
Falk Kolodziej (* 10. November 1993 in München) ist ein deutscher Handballspieler.

## Karriere
Falk Kolodziej spielte zunächst in der Jugend für den TSV Ebersberg und ab der A-Jugend für den TuS Fürstenfeldbruck. Mit Fürstenfeldbruck gewann er 2014 die Bayernliga und stieg in die 3. Liga auf. Danach wechselte er zum Drittligisten HSC Bad Neustadt und nach einer Saison in die 2. Mannschaft des HBW Balingen-Weilstetten. Hier spielte er hauptsächlich in der 3. Liga, erhielt aber auch Spielzeit für die 1. Mannschaft in der Bundesliga. Nach einer Saison stand er ab 2017 im Kader der HG Saarlouis in der 2. Bundesliga. Nachdem Saarlouis 2018 wieder in die 3. Liga abgestiegen war, kehrte er nach Fürstenfeldbruck zurück. Mit Fürstenfeldbruck stieg er 2020 in die 2. Bundesliga auf. In der Saison 2020/21 erzielte er 183 Tore in 35 Spielen und belegte den 9. Platz der Torschützenliste. Dennoch stiegen sie wieder in die 3. Liga ab und Falk Kolodziej wechselte zum Drittligisten TuS Vinnhorst. 2023 stieg er mit dem TuS Vinnhorst in die 2. Bundesliga auf. Im Sommer 2024 schloss er sich dem Zweitligisten TuS N-Lübbecke an. Ein Jahr später schloss er sich dem Zweitligaaufsteiger HSG Krefeld an.

## Privat
Sein Vater Christoph Kolodziej spielte ebenfalls Handball.